# کیرشروت
کیرشروت (به آلمانی: Kirchroth) یک شهر در آلمان است که در بایرن واقع شده‌است.

## خصوصیات
کیرشروت ۴۳٫۰۵ کیلومترمربع مساحت دارد ۳۲۵ متر بالاتر از سطح دریا واقع شده‌است.